# Serrat de la Mola
El Serrat de la Mola és una serra situada al municipi de Montferrer i Castellbò a la comarca de l'Alt Urgell, amb una elevació màxima de 1.100 metres.